# Fira de Titelles
La Fira de Titelles és un festival internacional de teatre de titelles que se celebra anualment a la ciutat de Lleida durant la primera setmana de maig des de 1989. L'impulsa i organitza el Centre de Titelles de Lleida amb la col·laboració de La Paeria.
La mostra combina espectacles gratuïts i de pagament, en recintes tancats i en diversos indrets a l'aire lliure de la ciutat. La Fira congrega en cada edició una mitjana de vint companyies, principalment europees, així com també d'arreu del món, i més de 300 professionals acreditats, els quals participen en les jornades tècniques, les actuacions programades i les activitats paral·leles a la Fira. És considerat el certamen titellaire més important de l'Estat espanyol i és l'esdeveniment popular més concorregut de Lleida després de l'Aplec del Caragol.